# Уигдорц, Бретт
Бретт Уигдорц (англ. Brett Wigdortz) —  американский предприниматель, основатель и главный исполнительный директор образовательной благотворительной организации «Teach First», направленной на решение проблем низкого уровня семейного дохода и на улучшение качества образования. Уигдорц родился в американском городке Оушен Тауншип (Нью-Джерси) и имеет двойное американское и британское гражданство.
Уигдорц в настоящее время выступает в качестве доверенного лица «National College for Digital Skills» и «Future Leaders», которые готовит новое поколение выдающихся директоров школ. Он также является одним из основателей и доверенным лицом организации «Teach For All», созданной совместно с Венди Копп, чтобы помочь социальным предпринимателям в других странах создать глобальную сеть социальных предприятий, посвященную решению недостатков образования.

## Биография
Уигдорц получил высшее образование со степенью бакалавра в области экономики и международных исследований в университете Ричмонда в 1995 году и степень магистра в области экономики в гавайском университете.
Во время учебы в Гавайском университете, он работал исследователем в «Восточно-Западном центре» в Гонолулу, фокусируясь на проблемах энергетического и экономического развития в Юго-Восточной Азии и Тихоокеанских Островах. Он стал соавтором статьи о будущих энергетических потоков Азии (China and Central Asia's Volatile Mix : Energy, Trade, and Ethnic Relations).
В 1998 году он работал журналистом в Индонезии и Гонконге. В 2000 году Уигдорц присоединился к «McKinsey & Company» в качестве консультанта.
В июле 2002 году была основана организация «Teach First» с командой из 11 сотрудников. После основания Уигдорц продолжал возглавлять организацию в качестве генерального директора.
С момента основания «Teach First» оказал поддержку более чем 6,000 лицам. Благотворительная организация расширилась в девяти регионах Англии и Уэльса, в которой занято более 500 сотрудников.
В 2007 году Бретт был удостоен награды «UK Ernst & Young Social Entrepreneur of the Year» и «CASE European Leadership Award» за свою предпринимательскую деятельность и за усилия в продвижении и поддержке образования. «The Evening Standard» назвал его одним из 1 000 самых влиятельных лондонцев. В 2013 году был награждён орденом Британской империи. В 2015 году Бретт попал в список «Debrett's 500», как один самых влиятельных людей в Великобритании.